# Nakolanek

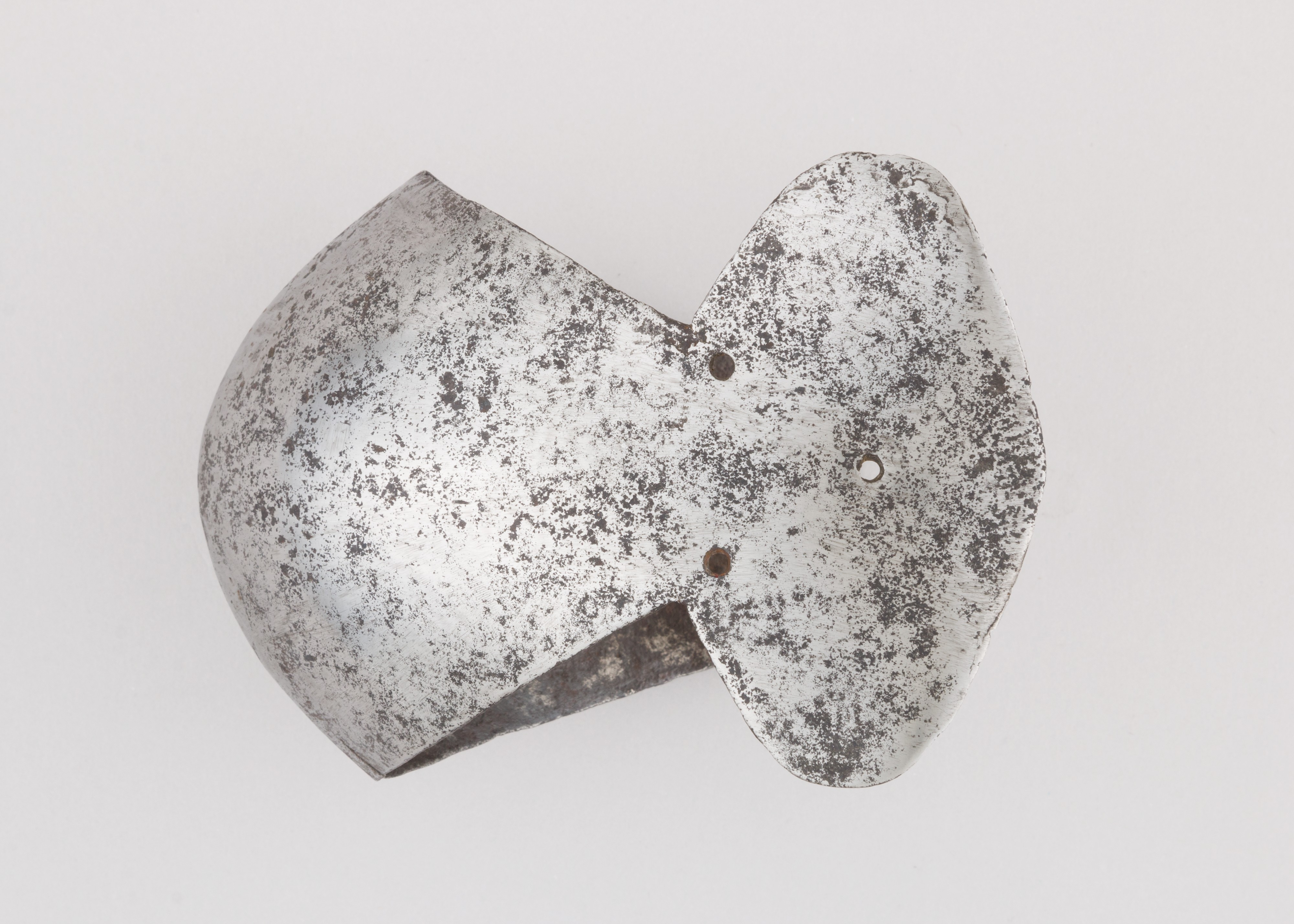
Nakolanek, XV w.

Nakolanek (nakolannik) – część zbroi (najczęściej płytowej) służąca do ochrony kolana. Nakolanek wchodził w skład bigwantów.